# Diloba armena
Diloba armena är en fjärilsart som beskrevs av Otto Staudinger 1871. Diloba armena ingår i släktet Diloba och familjen nattflyn. Inga underarter finns listade i Catalogue of Life.